# Donald Alister Griffiths
Donald Alister Griffiths (1927-2018) est un scientifique britannique parasitologue  et acarologue. Durant sa carrière, il étudie les dommages causés par les acariens, leur morphologie et leur taxonomie et met en place des méthodologies techniques. 
Il est notamment connu pour ses travaux sur le genre Acarus et plus particulièrement Acarus siro, le Ciron de la farine, ainsi que sur Varroa destructor, un acarien ravageur en apiculture. Il est également à l'origine de l'usage des acariens de la famille des Phytoseiidae en tant qu'agent de lutte biologique dans l'agriculture européenne, principalement Neoseiulus cucumeris.

## Biographie
Donald Alister Griffiths né le 2 juillet 1927 à Pontypridd, dans le comté de Rhondda Cynon Taf, au Sud du Pays de Galles. Après son service militaire en Allemagne de 1945 à 1948, il commence ses études supérieures à l'université d'Aberystwyth où il obtient sa licence en sciences en 1951. Il rejoint le ministère britannique de l'agriculture et de la pêche en tant qu'inspecteur afin de rechercher les insectes ravageurs dans les cargaisons des navires. C'est en examinant des échantillons provenant de minoteries qu'il s'intéresse aux acariens. Il passe ainsi un Master of Science à l'Université du Minnesota aux USA en 1958 ; ses travaux portant sur la relation entre les acariens Astigmates et les champignons se développant dans les grains entreposés.
En 1960, il rejoint le département de biologie du Pest Infestation Laboratory, à Slough, dans le Berkshire, dont l'objectif est d'étudier les dommages aux cultures et aux denrées alimentaires causés par les insectes, les acariens et les champignons et ainsi produire des données de recherche écologiques, physiologiques et biologiques pouvant être utilisées pour développer des programmes de lutte contre ces ravageurs. Donald Alister Griffiths publie alors les premières études complètes sur les acariens dans les aliments stockés. Une grande partie de ses travaux concerne la taxonomie, la biologie et l'écologie des acariens Astigmates de stockage, mais il a également rédigé des articles sur les Eriophyidae (Prostigmates) parasites des plantes et sur les Mésostigmates ravageurs des abeilles. Il met également en place des méthodologies d'élevage afin de constituer une zoothèque ainsi qu'une méthodologie de comptage des acariens afin d'évaluer quantitativement la contamination des denrées alimentaires. Vers la fin de sa carrière dans cette institution, Griffiths est nommé chef du département de biologie avec la responsabilité d'une centaine de scientifiques.
De 1962 à 1989, Griffiths est maître de conférence en acarologie au sein des universités de Nottingham et de Reading .
Travaillant sous la houlette de l'acarologue britannique Margaret Hughes, il passe une thèse de doctorat obtenu en 1963 afin de clarifier la taxonomie du genre Acarus. Il réévalue ainsi l'espèce Acarus siro, et prouve l'existence de trois espèces cryptiques, ce qui permet de fournir des données fiables sur la distribution et l'écologie de ces trois espèces. Ces travaux sont publiés dans la revue Nature en 1962. Il publie également une étude similaire sur le genre Tyrophagus. De même, il fait paraître un ouvrage fondamental sur la chétotaxie des acariens, c'est-à-dire sur l'arrangement de leurs soies, un outil permettant leur détermination.
À la fin des années 1970 et dans les années 1980, Varroa jacobsoni est un acarien qui menace gravement l'apiculture mondiale ; Griffiths joue alors un rôle de premier plan dans la lutte en étudiant la distribution de l'acarien et son comportement. 
En 1982, Griffiths organise le sixième congrès international d'acarologie à Édimbourg, en Écosse. 
En 1987, il crée son propre cabinet de conseil en acarologie afin de promouvoir l'utilisation des Phytoseiidae comme agent de lutte biologique auprès des agriculteurs du Royaume-Uni et d'Europe. Il participe ainsi au développement d'un programme d'élevage de masse de Neoseiulus cucumeris pour lutter contre les Thrips dans les cultures sous abri. Il s'intéresse également à l'élevage de Bourdons pour la pollinisation dans les serres et produit des colonies pour des sociétés britanniques et néerlandaises.
Donald Alister Griffiths meurt le 6 juillet 2018 à l'âge de 91 ans.

## Quelques travaux notables
- (en) D A Griffiths, « A revision of the genus Acarus L., 1758 (Acaridae, Acarina) », Bulletin of the British Museum (Natural History), vol. 11,‎ 1964, p. 415–464 (ISSN 0007-1498, DOI 10.5962/bhl.part.4722, lire en ligne, consulté le 21 décembre 2021).
- (en) D. A. Griffiths et C. E. Bowman, « World Distribution of the Mite Varroa Jacobsoni , A Parasite of Honeybees », Bee World, vol. 62, no 4,‎ janvier 1981, p. 154–163 (ISSN 0005-772X et 2376-7618, DOI 10.1080/0005772X.1981.11097839)
- (en) D. A. Griffiths, W. T. Atyeo, R. A. Norton et C. A. Lynch, « The idiosomal chaetotaxy of astigmatid mites », Journal of Zoology, vol. 220, no 1,‎ janvier 1990, p. 1–32 (ISSN 0952-8369 et 1469-7998, DOI 10.1111/j.1469-7998.1990.tb04291.x)
- Boczek J., Griffiths, D.A., « Structure and systematics of eriophyid mites (Acari: Eriophyoidea) and their relationship to host plants. », dans Plant galls. Organisms, interactions, populations; Systematics Association, vol. 49 (special), Williams M.A.J., 1994, p. 119-129
- (en) D. A. Griffiths, C. E. Bowman et International Congress of Acarology, Acarology VI, E. Horwood, 1984, 660 p. (ISBN 978-0-470-27410-1)

## Hommage taxonomique
- Acarus griffithsi Ranganath & Channa Basavanna 1980[2]